# Brandegea bigelovii
Brandegea bigelovii là một loài thực vật có hoa trong họ Cucurbitaceae. Loài này được (S.Watson) Cogn. mô tả khoa học đầu tiên năm 1890.